# Pays des Étangs
Der Naturpark Pays des Étangs (Seenland) liegt im Osten Frankreichs, in der Region Grand Est, (früher Lothringen) im Département Moselle. Er ist der östliche Teil des Regionalen Naturparks Lothringen.

## Seen
Neben vielen kleinen Seen und Tümpeln gibt es 5 große Seen, die ursprünglich ab dem Mittelalter als Fischteiche angelegt wurden. Im 19. Jahrhundert baute man die Seen weiter aus zur Wasserregulierung der Kanäle.
- Étang de Lindre (Linderweiher)
- Étang de Mittersheim
- Étang de Gondrexange (Gunderchinger Weiher)
- Étang du Stock (Stockweiher)
- Étang de Réchicourt (Rixinger Weiher)

Der Étang de Réchicourt wurde erst im 19. Jahrhundert mit dem Kanalbau angelegt, mit dem Bau der Schachtschleuse von Réchicourt 1962–1965 wurde das Niveau stark abgesenkt und ein Kanal durch den See gebaut. Der Étang du Stock wird nur zur Fischzucht genutzt. Er wird alle paar Jahre abgelassen und ein Jahr lang wird Getreide angebaut, bevor er neu geflutet wird. Damit hat man früher die Fruchtbarkeit und die Erträge gesteigert.
Am Étang de Lindre in Lindre-Basse gibt es einen Ausstellungspavillon (Le pavillon des expositions) und in Tarquimpol das Haus der Seen (Maison du Pays des Etangs), die Informationen über das Seengebiet bereitstellen.

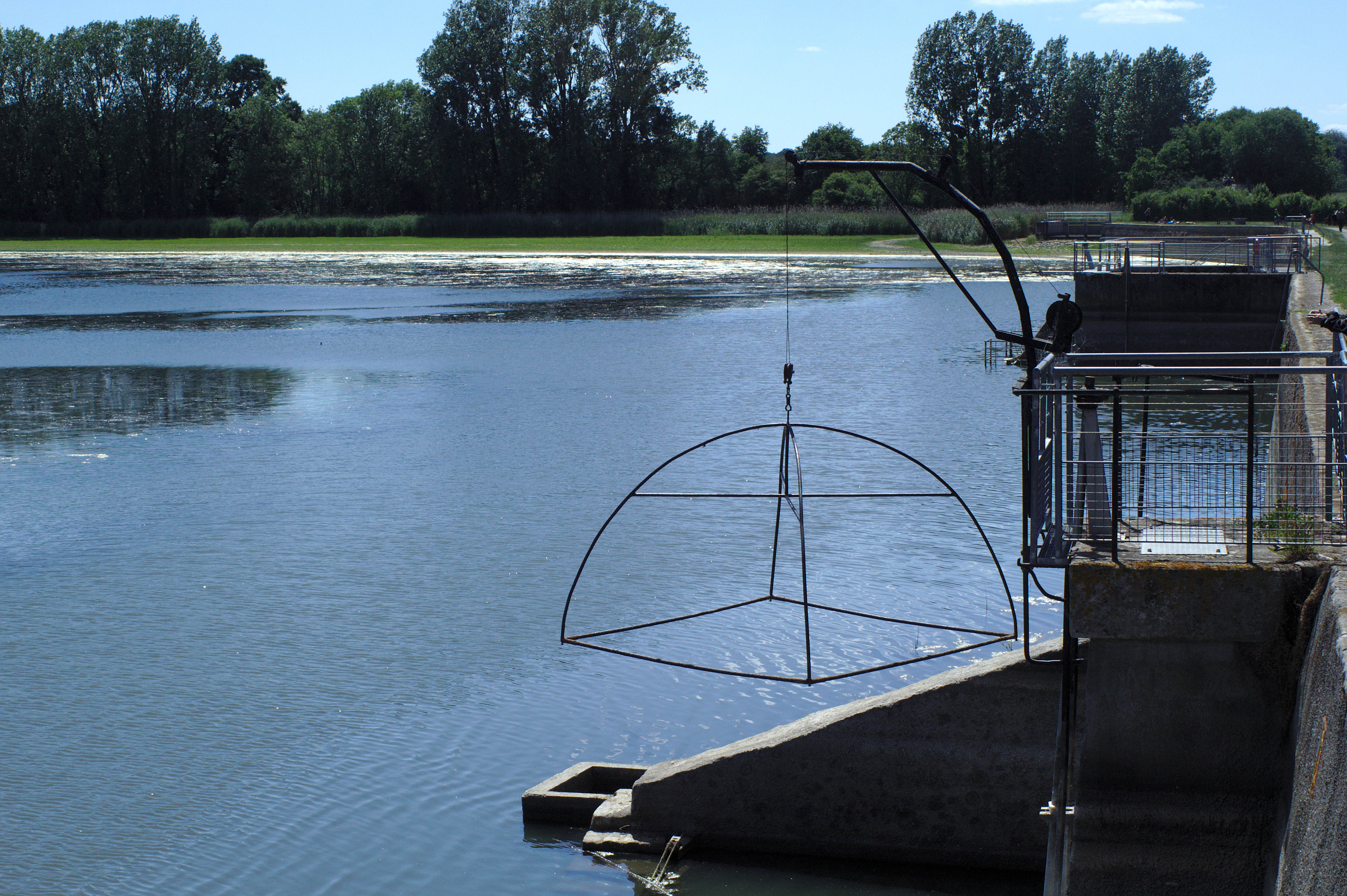
Étang de Lindre
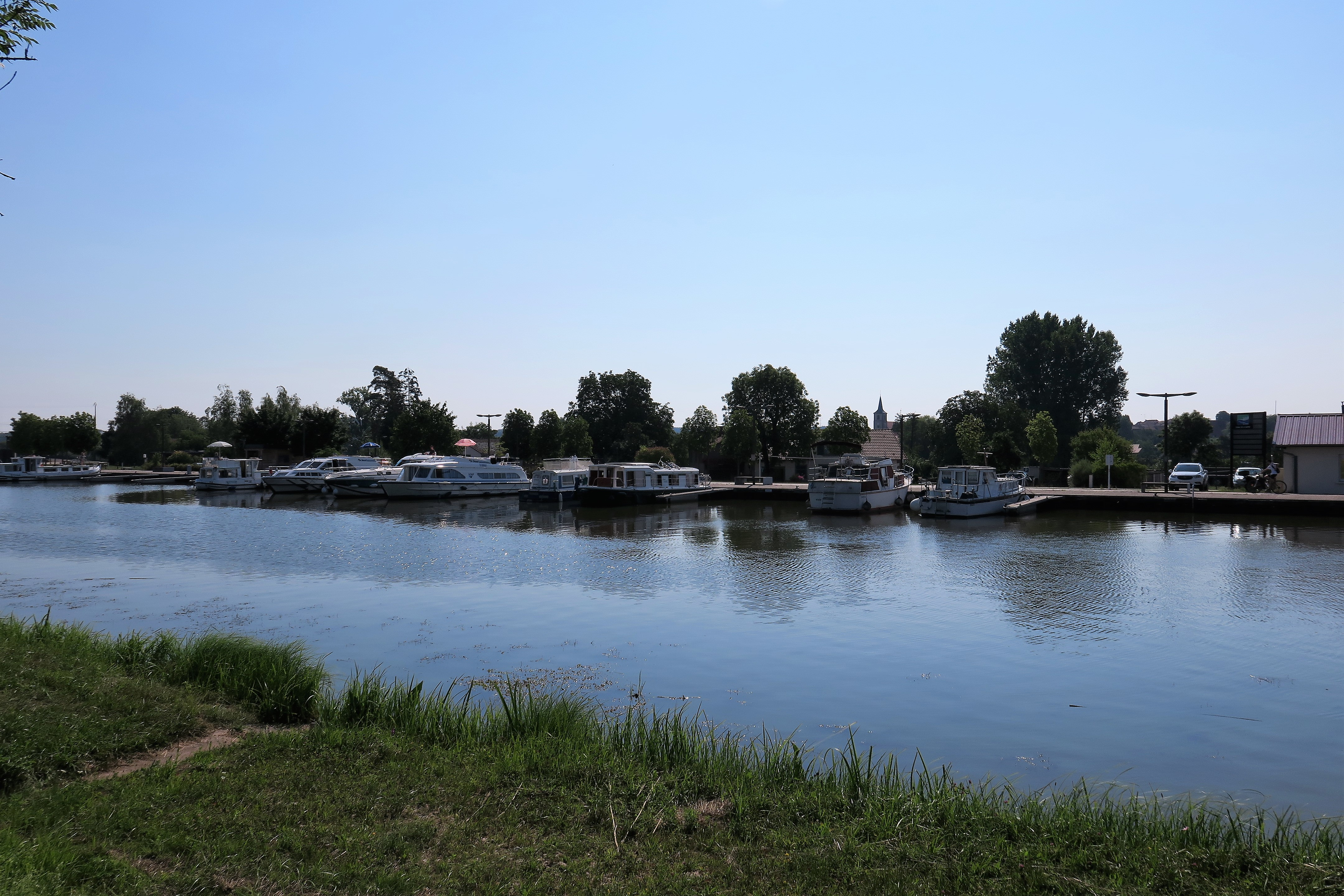
Mittersheim Kanalhafen
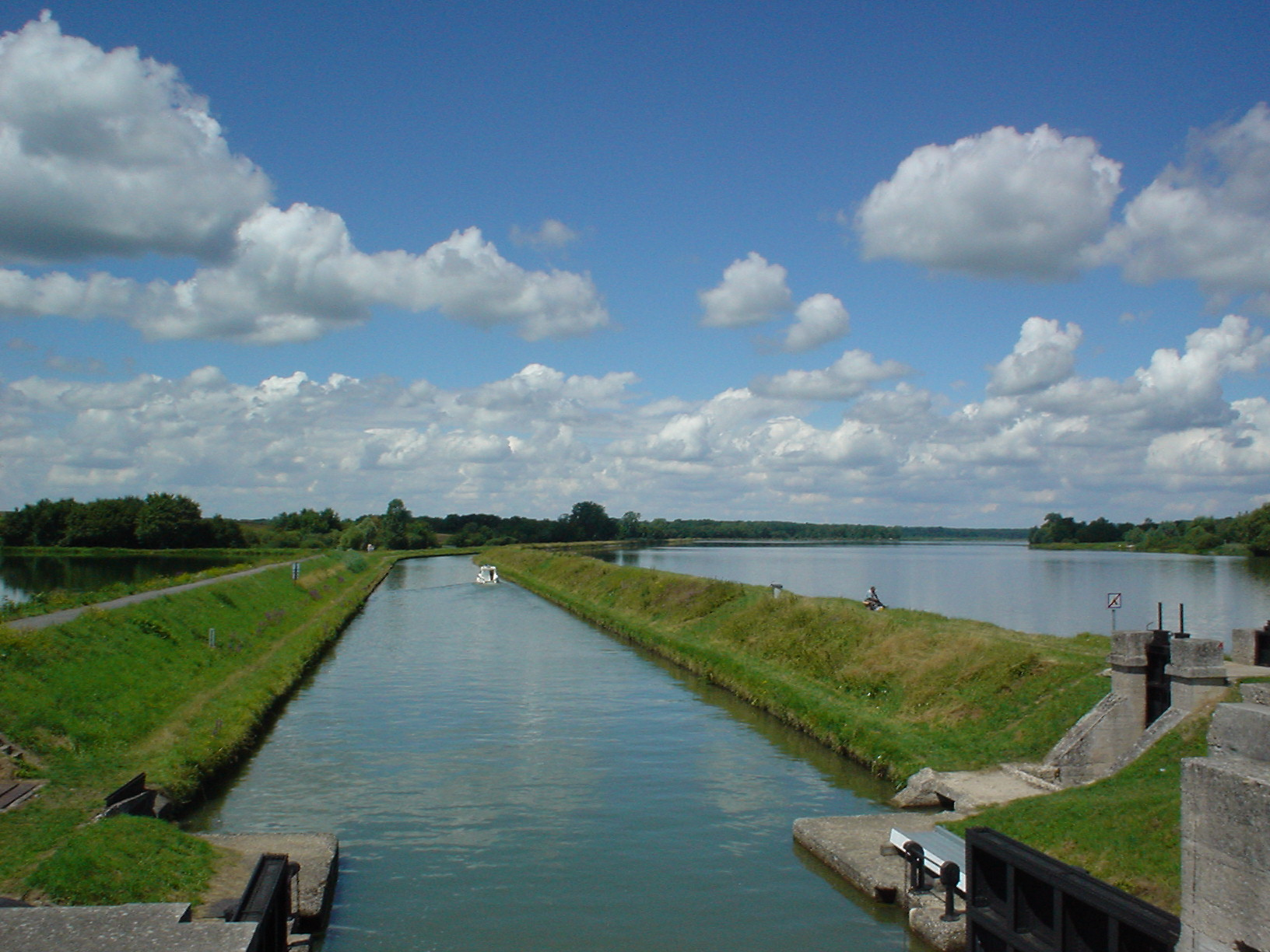
Étang de Gondrexange
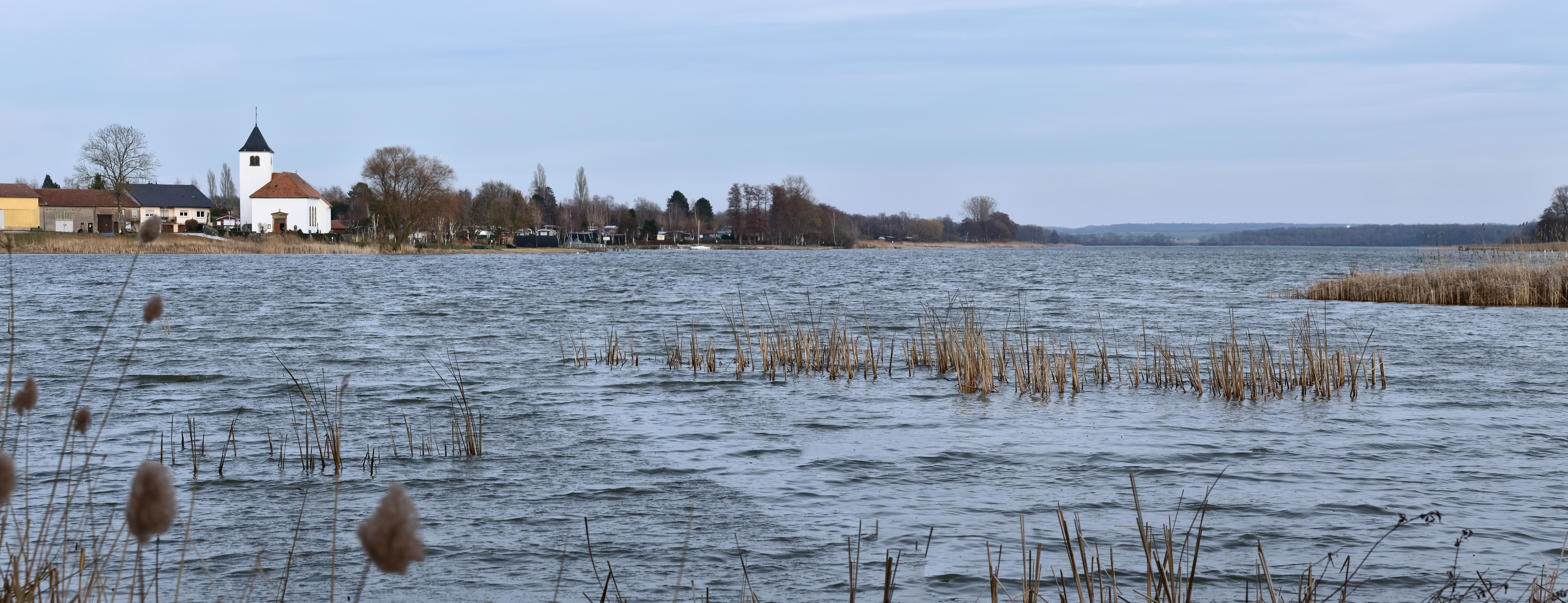
Étang du Stock
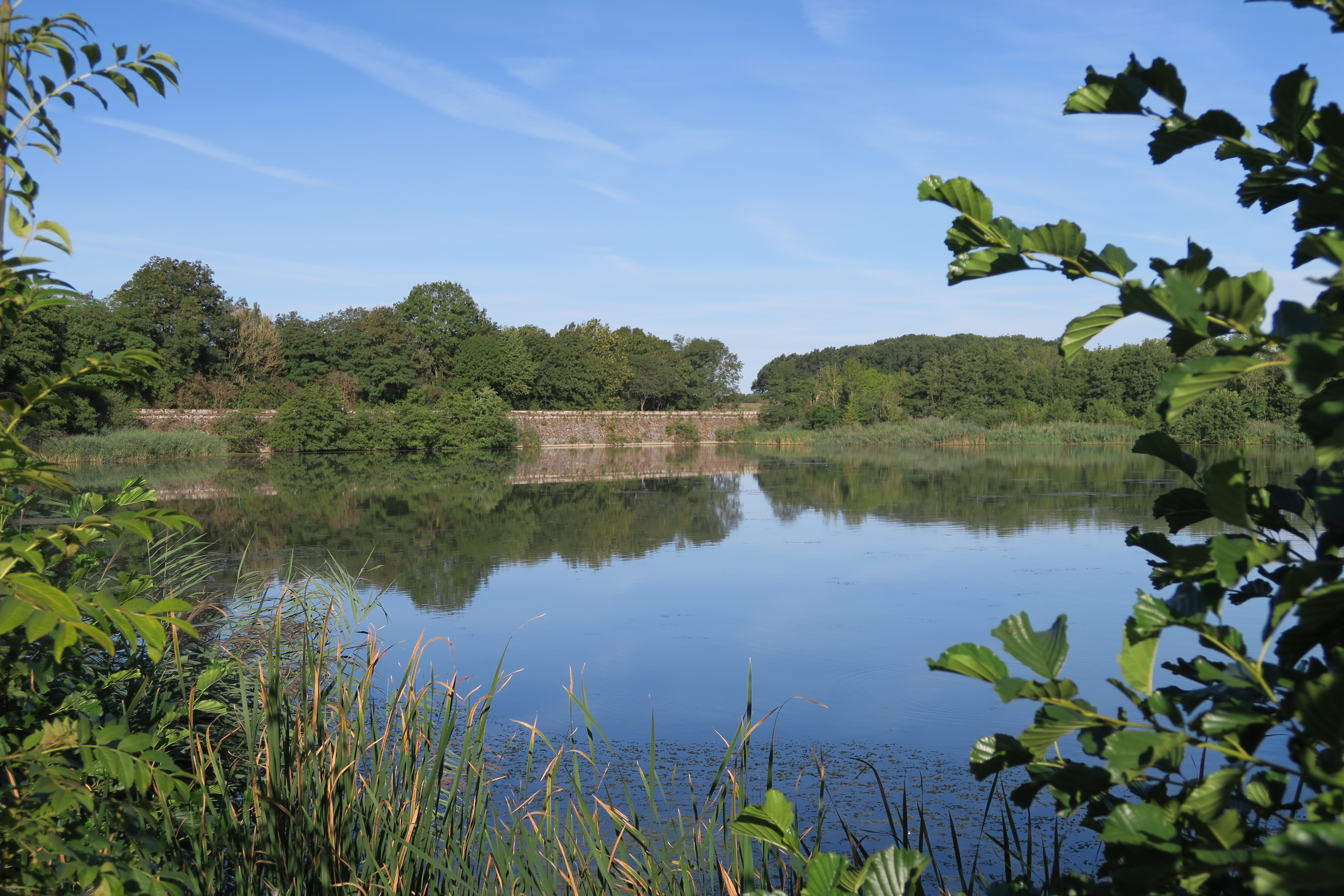
See und Staumauer von Réchicourt-le-Château

## Kanäle
- Canal de la Marne au Rhin (Rhein-Marne-Kanal)
- Saarkanal (Canal des Houillères de la Sarre)
- Canal des Salines de l’Est, unvollendet, nie in Betrieb, er sollte Metz mit Saarbrücken verbinden

## Gemeinden
- Château-Salins, Dieuze und Sarrebourg sind „Zugangsorte“ (villes-portes) des Parks, von denen aus man die Parks erkunden kann. Sie liegen außerhalb des Parks.
- Château-Salins, Vic-sur-Seille, Marsal liegen im Salzgau (Saulnois) am Fluss Seille, ehemalige Salinen.
- Réchicourt-le-Château, Fénétrange, Tarquimpol, Bataville sind historisch interessante Orte.
- Gondrexange,  Rhodes, Mittersheim sind die Namensgeber der gleichnamigen Seen.

## Wirtschaft
Traditionell wird hier extensive Landwirtschaft mit viel Viehzucht betrieben. Ungefähr die Hälfte des Bodens im Département Moselle wird landwirtschaftlich genutzt. Bis ins 19. Jahrhundert war die Salzgewinnung im Salzgau ein wichtiger Wirtschaftszweig. Heute ist der Tourismus wichtig: es gibt Wochenendsiedlungen an den Seen Mittersheim und Stock und ein Feriendorf (Center Park) in der Nähe von Gondrexange. Die Kanäle werden ausschließlich von Touristenbooten befahren, es gibt Hausbootvermietungen in Lagarde (Canal de la Marne au Rhin), Mittersheim (Saarkanal) und Niderviller(Canal de la Marne au Rhin). In Héming gibt es ein großes Zementwerk und in Phalsbourg-Bourscheid die Luftwaffenbasis  La Hourie.

## Naturschutz
Zweck des Naturparks ist der Naturschutz, dazu unterstützt der Staat, die Region und das Département Moselle die biologische Landwirtschaft und den „sanften“ Tourismus. Für sensible Bereiche wie Moore und Feuchtgebiete und besonders für die Salzwiesen im Salzgau gelten besondere Schutzvorschriften. Der Ausbau von Kläranlagen wird vom Département unterstützt. Gewerbe und Kleinindustrie wird außerhalb angesiedelt, deshalb sind die „Zugangsorte“ nicht Teil des Parks.